# کلی اسمیت
کلی جین اسمیت ام بی ای (زادهٔ ۲۹ اکتبر ۱۹۷۸، در واتفورد) یک مهاجم فوتبال انگلیسی تبار است که در حال حاضر در سومین دورهٔ خود در لیگ برتر انگلستان و در باشگاه زنان آرسنال به سر می‌برد. او پس از اولین حضور خودش از ۱۹۹۵ بیش از ۱۰۰ بازی برای تیم ملی فوتبال زنان انگلستان انجام داده است. علی‌رغم مصدومیت‌های متعدد و سخت وی با ۴۶ گل زده رکوردار بهترین گلزن این تیم است. او برای بریتانیا در المپیک ۲۰۱۲ لندن نیز بازی کرد.

## خداحافظی از فوتبال
وی، در ژانویه ۲۰۱۷ به‌طور رسمی ار دنیای ورزشی خداحافظی کرد.